# Akinori Nišizawa
Akinori Nišizawa (* 18. června 1976) je bývalý japonský fotbalista.

## Reprezentační kariéra
Akinori Nišizawa odehrál 29 reprezentačních utkání. S japonskou reprezentací se zúčastnil Mistrovství světa 2002.

## Statistiky
| Japonsko | Japonsko | Japonsko |
| Roky     | Záp.     | Góly     |
| -------- | -------- | -------- |
| 1997     | 5        | 2        |
| 1998     | 0        | 0        |
| 1999     | 0        | 0        |
| 2000     | 11       | 6        |
| 2001     | 8        | 1        |
| 2002     | 5        | 1        |
| Celkem   | 29       | 10       |